# Lessenich (Mechernich)

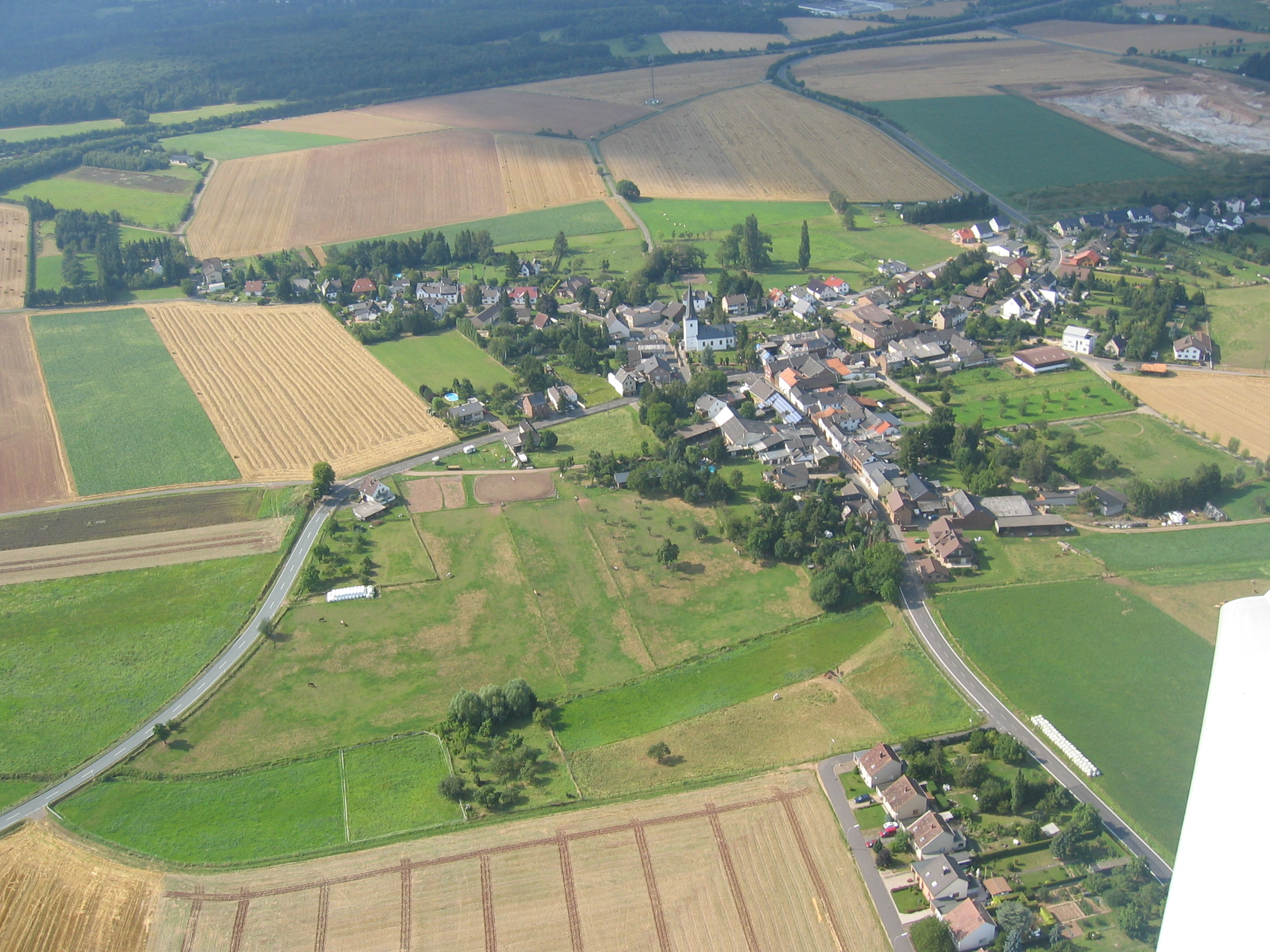
Blick über Lessenich

Lessenich ist ein Ort am Nordrand der Eifel, der zur Stadt Mechernich im Kreis Euskirchen gehört. Er liegt ungefähr im Zentrum des Dreiecks Mechernich, Euskirchen und Bad Münstereifel. Die römische Eifelwasserleitung nach Köln und die A 1 verlaufen direkt am Ortsgebiet vorbei. In der Nähe von Lessenich liegen die drei Burgen Zievel, Veynau und Satzvey.
Durch den Ort fließt der Kühlbach.

## Geschichte

### Ortsgeschichte
Die Gründung Lessenichs war wahrscheinlich nach der Frankenzeit. Archäologische Funde deuten auf das Ende des 7. Jahrhunderts hin.
Die erste Erwähnung Lessenichs ist in Dokumenten der Benediktiner-Abtei St. Maximin bei Trier, die in Lessenich Güter und Rechte besaß, aus dem Jahre 1116 die jedoch auf 1023 oder später hinweisen.
Graf Giselbert von Luxemburg, der zwischen 1047 und 1059 im Amt war, schenkte dem hl. Maximin „Lezenihe“. Gottfried von Zievel war 1169 als Lehnsmann Heinrichs III. von Limburg Herr auf Burg Zievel und gleichzeitig Vogt über die Güter der Abtei in Lessenich, er hatte mehrere dieser Güter zur Lehen. Die Kirche St. Stephanus ist ebenfalls aus dieser Zeit, da Gottfried nachweislich mit der Abtei um Güter und Patronatsrechte (= das Recht, den Pfarrer vorzuschlagen) stritt.
Der Erzbischof von Köln, Philipp von Heinsberg, kaufte die Burg Zievel mit den zugehörigen Gütern (also unter anderem Lessenich) 1190 von Heinrich III. von Limburg.
1234 war Burg Zievel eine freie Herrschaft der Herrn von Daun, die Vasallen der Grafen (später Herzoge) von Jülich waren. Um 1377 ist die Burg Zievel im Besitz von Ritter Johann Schmeich von Lissingen.
1794 wurde das Rheinland von den Franzosen erobert und annektiert. Dadurch kam Lessenich 1798 zusammen mit Burg Zievel an die Mairie (Bürgermeisterei) Wachendorf, Kanton Zülpich, Arrondissement Cologne, Département de la Roer und gehörte für einige Jahre zu Frankreich. Nach der Franzosenzeit kam Wachendorf mit Lessenich 1815 zur Rheinprovinz von Preußen.
Zum Dank dafür, dass Lessenich im Krieg 1870/1871 gegen Frankreich keine Verluste tragen musste, wurde die Michaelskapelle am Weg zwischen Lessenich und Wachendorf (K44) errichtet.
Ab dem 1. Juli 1969 bildete die Gemeinde Lessenich-Rißdorf zusammen mit Antweiler, Kommern, Obergartzem, Satzvey-Firmenich, Schwerfen, Wachendorf und Weiler am Berge die neue Gemeinde Veytal.
Am 1. Januar 1972 wurde die Gemeinde Veytal mit Ausnahme des Ortsteils Schwerfen in die Gemeinde Mechernich eingegliedert. Mechernich wurde am 23. Juli 1975 zur Stadt erhoben.

### Ortsname
Es gibt eine ganze Reihe von Deutungsmöglichkeiten für den Namen Lessenich. Auffällig ist zunächst einmal, dass viele der Ortsnamen mit der Endung –ich im näheren Umkreis von Zülpich liegen. Der Ortsnamen-Forscher Mürkens vermutet, dass alle diese Ortsnamen keltisch-römischen Ursprungs sind, also schon vor der fränkischen oder gar vor der römischen Besiedelung des Rheinlandes bestanden. Nach seiner Auffassung bezeichnete man eine Hofstelle meist nach deren Besitzer und hängte die Endung –acum oder ‚–iniacum‘ an, die aus dem keltischen ‚–âcon‘ entstand. Später wurde durch Lautverschiebung aus dem ‚–acum‘ ein ‚–ich‘. Lessenich könnte aus „Laciniacum“/„Latiniacum“/„Lassoniacum“/„Liciniacum“ = Gut des Lacinius oder Licinius entstanden sein.

## Kirche St. Stephanus

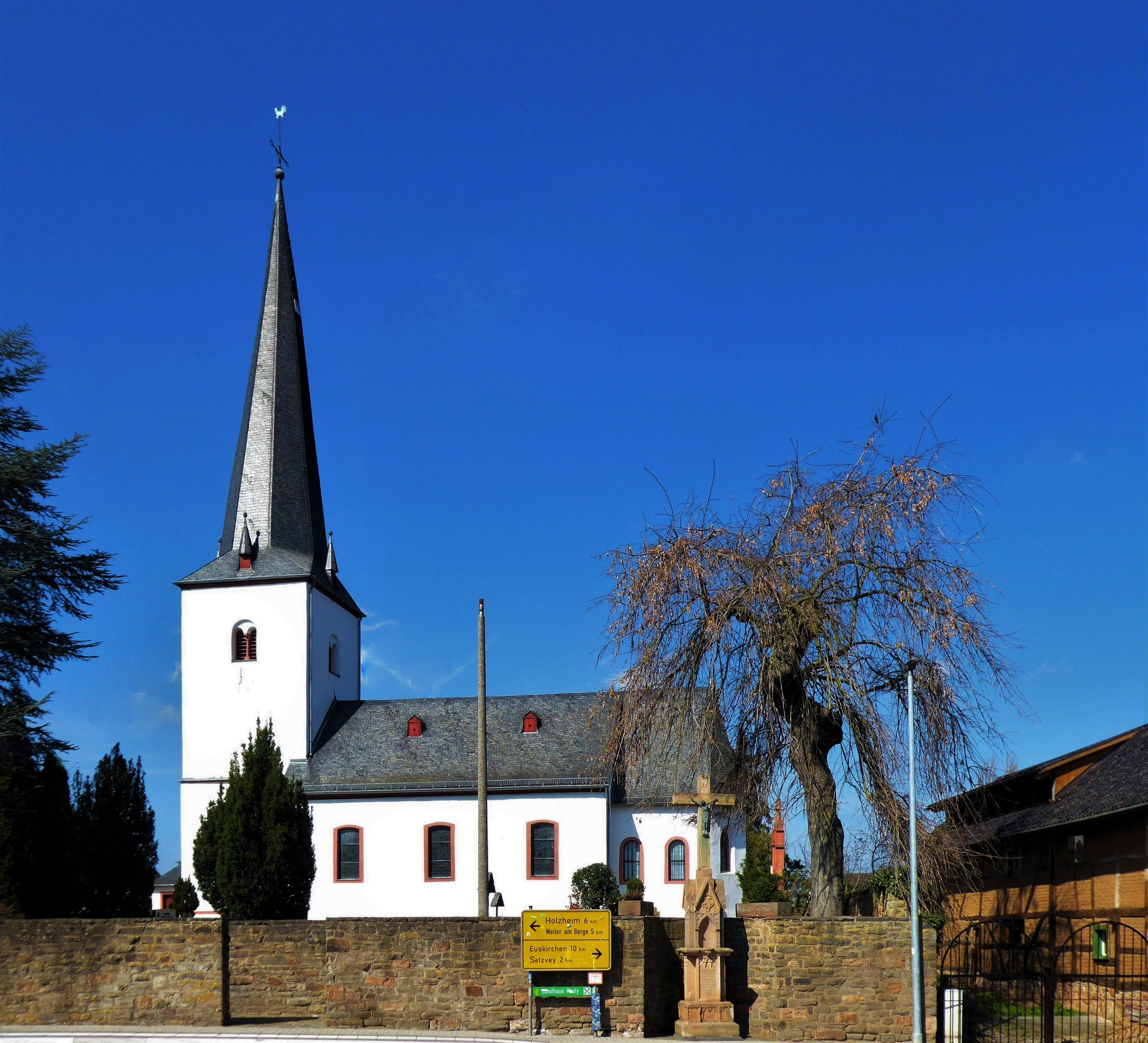
Kirche St. Stephanus, Lessenich

## Verkehr
Die Landesstraße 499 beginnt hinter Satzvey verläuft über Lessenich, Rißdorf und Weiler am Berge bis zum Autobahnzubringer L 165. Die Kreisstraße 44 führt ab Lessenich über Wachendorf bis nach Iversheim.
Die VRS-Buslinie 809 der RVK verbindet den Ort als TaxiBusPlus im Bedarfsverkehr mit Antweiler, Satzvey und Mechernich. Zusätzlich verkehren an Schultagen eine Fahrt nach Euskirchen und zurück sowie einzelne Fahrten der auf die Schülerbeförderung ausgerichteten Linie 867.
| Linie | Betreiber | Verlauf |
| ----- | --------- | --- |
| 809   | RVK       | MiKE (außer im Schülerverkehr): (Euskirchen – Billig – Kreuzweingarten) Antweiler – Wachendorf – Lessenich – Rißdorf – Lessenich – Satzvey Bf – Katzvey – (Kommern-Süd – Kommern –) Mechernich Stiftsweg – Mechernich Bf |
| 867   | Schäfer   | Satzvey – Antweiler – Wachendorf – Lessenich – Rißdorf – Weiler am Berge – Holzheim – Harzheim – (Eiserfey – Vussem – Breitenbenden –) Mechernich Stiftsweg – Mechernich Bf                                              |